# 페르세캅 파수루안
페르세캅 파수루안(Persekap Pasuruan)은 동자와주 파수루안을 연고지를 두고 있는 인도네시아 축구 클럽이다. 현재 리가 3에 소속되어 있다. Persekap은 Persatuan Sepakbola Kota Pasuruan ( 영어 : Football Association of Pasuruan City )의 약자이다.

## 선수 명단

### 역대
- 김상덕(2014)